# Donald Bagley
Pour les articles homonymes, voir Bagley.
Donald Neff Bagley (dit Don) est un contrebassiste américain de jazz né à Salt Lake City dans l'Utah le 18 juillet 1927, et mort le 26 juillet 2012.

## Discographie
- Basically Bagley (Dot, 1957) avec Jimmy Rowles, Shelly Manne
- Jazz On The Rocks (Regent, 1958; CD reissue on Blue Moon, 1999) avec Phil Woods, Eddie Costa, Sal Salvador, Charlie Persip
- The Soft Sell (Dot, 1958; CD reissue on Blue Moon, 1999) avec Paul Horn, Jimmy Rowles, Shelly Manne

### Comme sideman
Avec The Everly Brothers
- In Our Image (Warner Bros., 1966)
- The Everly Brothers Sing (Warner Bros., 1967)

Avec Stan Kenton
- Innovations in Modern Music (Capitol, 1950)
- Stan Kenton Presents (Capitol, 1950)
- Popular Favorites by Stan Kenton (Capitol, 1953)
- Sketches on Standards (Capitol, 1953)
- This Modern World (Capitol, 1953)
- Portraits on Standards (Capitol, 1953)
- Kenton Showcase (Capitol, 1954)
- The Kenton Era (Capitol, 1940–54, [1955])
- Kenton with Voices (Capitol, 1957)
- Lush Interlude (Capitol, 1958)
- Two Much! (Capitol, 1960) avec Ann Richards
- Stan Kenton! Tex Ritter! (Capitol, 1962) avec Tex Ritter
- Artistry in Bossa Nova (Capitol, 1963)
- Artistry in Voices and Brass (Capitol, 1963)
- Kenton / Wagner (Capitol, 1964)
- The World We Know (Capitol, 1967)
- The Jazz Compositions of Dee Barton (Capitol, 1967)
- The Innovations Orchestra (Capitol, 1950-51 [1997])

Avec Lee Konitz
- Lee Konitz Plays (Disques Vogue, 1953)

Avec Randy Newman
- Randy Newman (Reprise, 1968)

Avec Shorty Rogers
- Modern Sounds (Capitol, 1951)

Avec Pete Rugolo
- Rugolo Plays Kenton (EmArcy, 1958)

Avec Nancy Sinatra
- Boots (Reprise Records, 1965)

Avec Ben Webster
- The Warm Moods (Reprise, 1961)